# Ozero Tjetvjort
Ozero Tjetvjort (ryska: Озеро Четвёрть) är en sjö i Belarus.   Den ligger i voblasten Vitsebsks voblast, i den norra delen av landet, 130 km norr om huvudstaden Minsk. Ozero Tjetvjort ligger 147 meter över havet. Arean är 0,27 kvadratkilometer. Den sträcker sig 0,8 kilometer i nord-sydlig riktning, och 0,8 kilometer i öst-västlig riktning.
Omgivningarna runt Ozero Tjetvjort är en mosaik av jordbruksmark och naturlig växtlighet. Runt Ozero Tjetvjort är det glesbefolkat, med 19 invånare per kvadratkilometer.